# Viaduc de la Moselle
Le viaduc de la Moselle, également appelé Viaduc de Champey-sur-Moselle, est un ouvrage ferroviaire qui surplombe la vallée de la Moselle, entre les communes de Champey-sur-Moselle et de Vandières, au sein du département de Meurthe-et-Moselle.
Cet ouvrage fait partie de la ligne à grande vitesse Est européenne ; il est matérialisé par un pont, lui-même constitué d'une dalle en béton armé et de poutres doubles en acier. Il mesure 1 510 mètres.

## Situation
Le viaduc est distant de 20 kilomètres de Metz et de 30 kilomètres de Nancy. Il traverse, dans une direction générale nord-ouest sud-est la vallée de la Moselle, entre les communes de Champey-sur-Moselle et de Vandières, au sein du département de Meurthe-et-Moselle. Il se situe entre les points kilométriques (PK) 271,806 et 273,316 de la LGV Est européenne.

## Architecture
Le viaduc repose sur une série de vingt-sept piles de béton en forme de tulipes, espacées d'une cinquantaine de mètres. Chacune repose sur des fondations d'une profondeur de vingt mètres. Il a été dessiné par l'architecte Alain Spielmann. L'ouvrage est équipé d'un long mur-écran acoustique, afin de diminuer l'impact sonore de la circulation ferroviaire sur le village voisin de Champey-sur-Moselle.
Le viaduc se poursuit, après une digue en remblais, par l'ouvrage de décharge de la Moselle, long de 181 mètres, puis par le viaduc du canal de la Moselle, mesurant 191 mètres de longueur.
La longueur totale du tablier est de 1 510 mètres, avec une largeur de 12,5 mètres. La portée de l'arche principale est de 82 mètres, alors que la portée moyenne des 28 arches s'établit à 55 mètres.
Sept mille tonnes d'acier furent employées à la construction de l'ouvrage. La hauteur des piles varient de 10 à 22 mètres, la hauteur des fondations des piles atteignant 20 mètres. Le coût des travaux s'est finalement élevé à 55,7 millions d'euros.

## Histoire
L'inauguration du viaduc de la Moselle sur la LGV Est européenne fut présidée par le ministre des Transports, Dominique Perben, le 24 octobre 2005, étape qui correspondit à l’achèvement des travaux de génie civil de la LGV.
Le 10 juin 2007 marqua la mise en service de la LGV Est européenne ; un ICE allemand quitta ce jour la gare de Paris-Est pour Sarrebruck, devenant le premier train à franchir le viaduc en service commercial.